# 主音
主音（しゅおん）は、音階の最初の音（第1音）。移動ドにおいて長調ではドの音。短調ではラまたはドの音。調性のある音楽では、この音に帰着しようとする力が働く。
一般に曲の最後には主音が置かれる。しかし主音で終わらない曲も数多い。日本の民謡などは属音で終わることも多い。主音を根音とする和音を「主和音」と呼ぶ。